# Robin Summa
Robin Elian Arturo Ludovico Summa, semplicemente noto come Robin Summa (Pithiviers, 12 aprile 1994), è un artista, attore e scrittore francese e italiano.

## Biografia
Robin Summa nasce a Pithiviers, in Francia, il 12 aprile 1994. È figlio del regista, burattinaio e mascheraio italiano Pierangelo Summa.
È noto principalmente per il suo lavoro sulla commedia dell'arte e per avere riportato alla luce l'opera del padre Pierangelo. Ne ha curato, dopo la morte, due libri dedicati alla maschera teatrale, pubblicati in Italia e per il primo anche in Francia. Robin Summa insiste, oltre al discorso del padre, sull'importanza politica e sociale del lavoro artistico e artigianale legati alla maschera teatrale.
Inoltre, nel 2020, Robin Summa inaugura nel centro storico di Napoli la bottega la maschera è libertà, dedicata alla fabbricazione di maschere di commedia dell'arte. Il suo impegno per mantenere viva questa forma di artigianato tradizionale e popolare viene apprezzato da artisti, compagnie, scuole di teatro e istituzioni sia sul territorio napoletano che oltre i confini nazionali.
Coordina laboratori, conferenze, spettacoli e mostre sulla maschera di teatro, a livello nazionale e internazionale. Le sue maschere vengono utilizzate per esempio dall'accademia d'arte drammatica francese Cours Florent, che ne possiede un'intera collezione. Nel 2023, Il Mattino lo definisce "uno dei più stimati mascherai a livello mondiale".
Laureato in filosofia, è anche attore e musicista. Ha partecipato come coprotagonista al film Arthur & Diana, selezionato al TIFF di Toronto nel 2023, oltre che a vari lungometraggi o cortometraggi.

## Mostre (lista parziale)
- 2019 : Pulecenella e noi. Maschere rinascenti, Institut français de Naples, Napoli
- 2020 : La maschera è libertà, con opere di Caterina Nissim et Emanuele Luzzati, Spazio Papel, Milano
- 2021 : Masques et subversion. La Commedia dell’Arte, entre l'Italie et la France, con Carlo Boso, Institut Français - Centre Saint-Louis, Roma
- 2021 : The Masks before the Masks: Carnaval, Festival Masq'alors !, Saint-Camille, Canada
- 2022 : Pulcinella tra le sue maschere (curatore), ovvero Il divino burlone, sotto la direzione di Carlo Faiello, Domus ARS, Napoli[47]
- 2023 : La maschera dall'Attellana alla commedia dell'arte attraverso le creazioni di Pierangelo e Robin Summa, PulciNellaMente, Palazzo Ducale Sanchez de Luna d'Aragona, Sant'Arpino[48]

## Premi
- 2021:  International excellence awards, categoria artigianato[49][50]

- 2023 : Premio Miniera, categoria artigianato[51]
- 2023 : Premio PulciNellaMente, categoria artista[52]